# Gerhard Christoph Hermann Vechtmann
Gerhard Christoph Hermann Vechtmann (Wittmund, Reino de Hanôver, 10 de abril de 1817 – 2 de agosto de 1857) foi um matemático alemão, conhecido principalmente por seu trabalho sobre lemniscatas.
Vechtman nasceu em Wittmund na parte norte do Reino de Hanôver na Alemanha, onde seu pai trabalhava como pregador. Dos 10 aos 15 anos frequentou a escola local em Wittmund antes de frequentar o ginásio (escola secundária) na vizinha Aurich durante três anos. Depois da escola Vechtmann passou a estudar matemática e ciências em Berlim e Göttingen. Em Göttingen foi membro do seminário pedagógico (instituto de formação de professores) e lecionou no ginásio local até ser nomeado Hofmeister na Ritterakademie em Luneburgo em 1841. Em 1843 defendeu e teve aprovada sua tese de doutorado De curvis lemniscatis na Universidade de Göttingen. No final de 1845 tornou-se professor de matemática e ciências em uma escola em Eutin e em 1848 foi nomeado vice-diretor da escola em Meldorf. Finalmente, foi nomeado diretor do ginásio recém-fundado em Rendsburg em 1856. Em 18 de julho de 1857 deixou Rendsburg com sua mulher e seus dois filhos para passar férias com seus sogros. Lá adoeceu repentinamente e morreu dentro de três dias em 2 de agosto de 1857.
Em sua tese De curvis lemniscatis examinou a Lemniscata de Bernoulli e descobriu propriedades surpreendentes de determinados ângulos contidos na mesma.

## Obras
- De curvis leminiscatis. Dissertation, Göttingen, 1843 (online)